# Jenny Addams
Jenny Marie Beatrice Addams (født 15. februar 1909 i Brussels, død 1990) var en belgisk fægter som deltog i fire olympiske lege.